# Rogério Gonçalves
Rogério de Sousa Gonçalves (Lanheses, 1 de Outubro de 1959) é um treinador de futebol de Portugal.
Iniciou a sua carreira no clube local a União Desportiva de Lanheses de 1990 a 1992. Pelas suas grandes qualidades, nessa altura, mudou-se de Lanheses para clubes maiores, das ligas menores para a Liga de Honra e por fim para o Campeonato Português.
O seu percurso foi com a sua presença nos Limianos (1992/93 a 1994/95), Vianense (1995/96 a 1998/99), Varzim (1999/00 a 2001/02 e 2003/04), Chaves (2002/03), Associação Naval 1º de Maio (2004/05 e desde Março de 2006),  Leixões (2005/06 até Fevereiro), Sporting de Braga,  Beira Mar e Académica de Coimbra.
Em Junho de 2009 foi anunciado como treinador da Académica de Coimbra, no entanto, e após a sétima jornada foi demitido do cargo devidos aos maus resultados. Aí, como anos antes tinha tido muito sucesso com o Naval esta convida-o para treinar novamente esse clube.
Títulos:
- III Divisão - 1993/94 Limianos;
- 1998/99 Vianense

Subidas de divisão:
- Varzim 2000/01;
- Naval 2004/05

## Ligações exteriores
- Rogério Gonçalves é o novo treinador da Naval 1º de Maio, mundoportugues.org